# Visayas
Les Visayas (en tagalog Kabisayaan, en langues bisayas Kabisayan) sont une des trois zones principales de l'archipel des Philippines avec Luçon et Mindanao, correspondant au groupe d'îles du centre de l'archipel. Elles sont caractérisées par un ensemble de plages tropicales au milieu des mers chaudes.

## Histoire

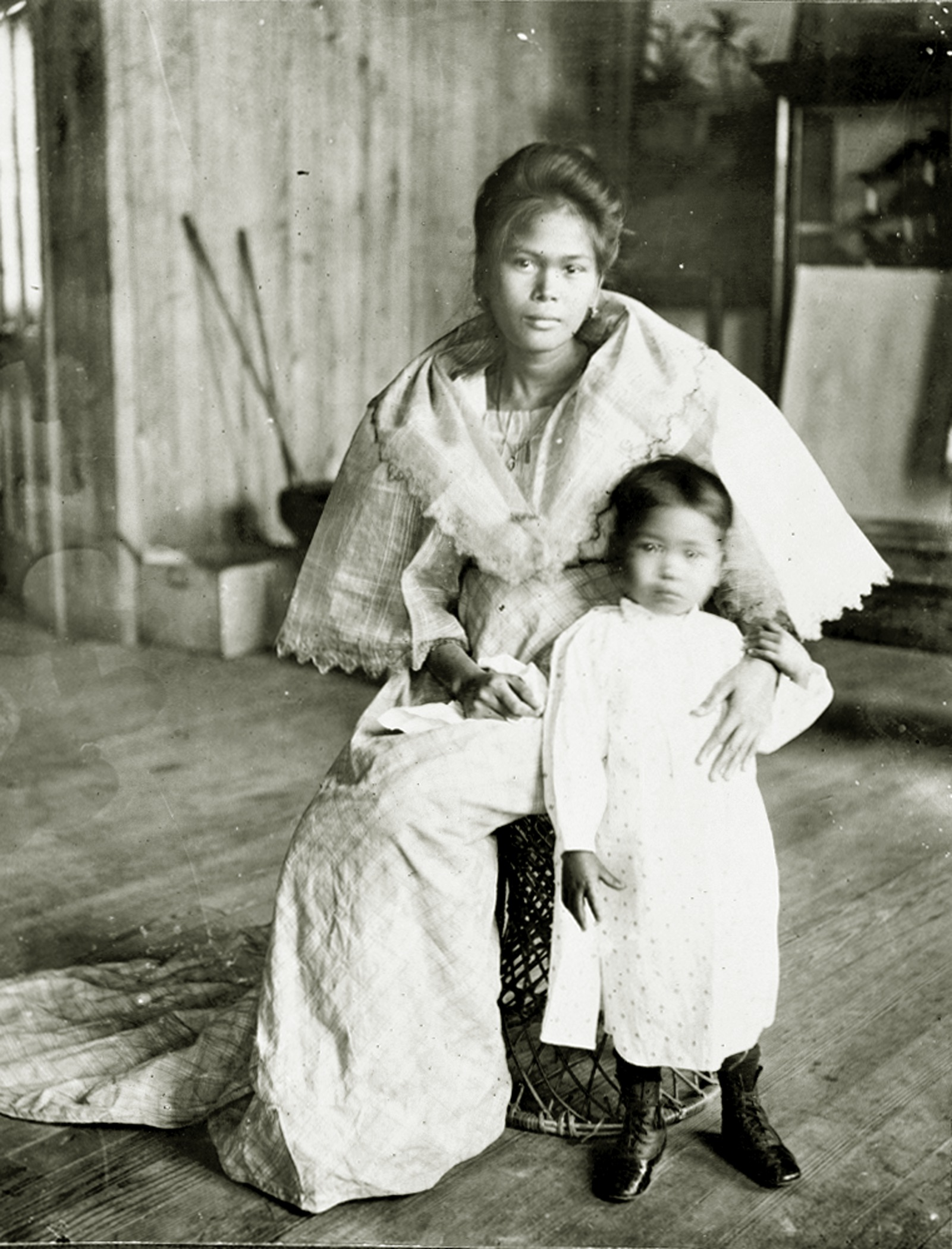
Femme et enfant des Visayas. Photographie exposée lors de l'Exposition universelle de 1904.

L'histoire moderne des Visaya commence en 1521 avec l’expédition de Magellan et sa mort sur l'île de Mactan, au large de Cebu.  Miguel López de Legazpi y revient en 1565 pour établir la future colonie des Philippines.
Les Visayas furent de mars à juillet 1945 le théâtre de la bataille des Visayas pendant la guerre du Pacifique au cours de laquelle les États-Unis, soutenus par des guérilleros philippins, furent opposés aux Japonais en garnison sur ces îles.
Les îles majeures de la zone sont :
- Panay
- Negros
- Cebu
- Bohol
- Leyte
- Samar

## Régions et provinces
Les Visayas sont divisées en trois régions administratives, elles-mêmes divisées en provinces.

### Visayas occidentales(Région VI)
Elle couvre les îles de Panay, Guimaras et la moitié de celle de Negros.
- Aklan
- Antique
- Cápiz
- Guimaras
- Iloílo
- Negros Occidental

### Visayas centrales(Région VII)
Elle couvre les îles de Cebu, Bohol et la moitié de Negros. 
- Bohol
- Cebu
- Negros Oriental
- Siquijor

### Visayas orientales(Région VIII)
Elle regroupe les îles de Samar et Leyte.
- Biliran
- Leyte
- Southern Leyte
- Eastern Samar
- Northern Samar
- Samar